# Mestre Yokaanam
Yokaanam Oceano de Sá (Maceió, Alagoas, 23 de Fevereiro de 1911 - 21 de abril de 1985, Anápolis, Goiás), também conhecido como Mestre Yokaanam, foi um médium, educador e escritor brasileiro.

## Biografia
Seus pais, Joaquim Correa de Sá e Bárbara de Sá, morreram quando ele era ainda criança.
Com apenas 13 anos de idade, Oceano sentiu florescer suas faculdades mediúnicas, que se apresentaram de diversas formas. Em 1934, iniciou ele suas atividades filosóficas, passando por várias escolas religiosas, inclusive militando por diversos núcleos espiritualistas no Rio, em São Paulo, no Recife, em Salvador, em Belém, em Porto Alegre e em alguns países estrangeiros.
Em 1952 foi publicada sua principal obra, "Evangelho de Umbanda: escrituras", que teve várias reedições, e em 1957 fundou a Cidade Eclética, no município de Santo Antônio do Descoberto, a 70 km de Brasília.